# 湯友恭
湯友恭，安徽懷遠人，明朝初期政治人物。
洪武十七年，任都察院右都御史。洪武二十一年罷免。